# 克萊頓鎮區 (密蘇里州聖路易斯縣)
克萊頓鎮區（英語：Clayton Township）是位於美國密蘇里州聖路易斯縣的一個行政鎮區。

## 地方資料
克萊頓鎮區的面積為41.89平方千米，皆為陸地。根據2020年美國人口普查的數據，當地共有人口38498人，而人口密度為每平方千米919.03人。